# An Blascaod Mór
An Blascaod Mór (nom irlandais) ou Great Blasket Island (traduit l'île de grande Blasket en français) est la principale île de l’archipel des Blasket. Elle est située dans le prolongement de la péninsule de Dingle dans le Comté de Kerry en Irlande.
Elle se trouve à environ 2 km au large de la côte après la pointe de Dunmore. Elle s’étend sur 6 km de long et s’élève jusqu’à 292 mètres au-dessus du niveau de la mer. 
L'île fut une des deux îles habitées de l’archipel, et plusieurs auteurs irlandais, y compris Tomás Ó Criomhthain sont nés sur l'île. L'activiste Eibhlín Nic Niocaill y meurt noyée en 1909.
Elle a été évacuée de tous ses habitants en 1953 sur ordre du gouvernement irlandais.